# 718-as busz
A 718-as jelzésű helyközi autóbusz Székesfehérvár, autóbusz-állomás és Kápolnásnyék, vasútállomás között közlekedik. A járatot a MÁV Személyszállítási Zrt. üzemelteti.

## Története
2019. július 1-jén a Velencei-tó környéki autóbuszvonalakon bevezették a háromjegyű vonalszámozást. A 718-as autóbusz Székesfehérvár és Kápolnásnyék között közlekedik és érinti Pátka, Lovasberény, Vereb és Pázmánd településeket, illetve egyes menetek Pusztaszabolcstól Verebig járnak.

## Megállóhelyei
| 718 (Székesfehérvár, autóbusz-állomás – Pátka – Lovasberény – Vereb – Pázmánd – Kápolnásnyék, vasútállomás) | 718 (Székesfehérvár, autóbusz-állomás – Pátka – Lovasberény – Vereb – Pázmánd – Kápolnásnyék, vasútállomás) | 718 (Székesfehérvár, autóbusz-állomás – Pátka – Lovasberény – Vereb – Pázmánd – Kápolnásnyék, vasútállomás) | 718 (Székesfehérvár, autóbusz-állomás – Pátka – Lovasberény – Vereb – Pázmánd – Kápolnásnyék, vasútállomás) | 718 (Székesfehérvár, autóbusz-állomás – Pátka – Lovasberény – Vereb – Pázmánd – Kápolnásnyék, vasútállomás) | 718 (Székesfehérvár, autóbusz-állomás – Pátka – Lovasberény – Vereb – Pázmánd – Kápolnásnyék, vasútállomás) | 718 (Székesfehérvár, autóbusz-állomás – Pátka – Lovasberény – Vereb – Pázmánd – Kápolnásnyék, vasútállomás)                                                                                          | 718 (Székesfehérvár, autóbusz-állomás – Pátka – Lovasberény – Vereb – Pázmánd – Kápolnásnyék, vasútállomás) |
| Sorszám (↓)                                                                                                 | Sorszám (↓)                                                                                                 | Megállóhely                                                                                                 | Sorszám (↑)                                                                                                 | Sorszám (↑)                                                                                                 | Sorszám (↑)                                                                                                 | Átszállási kapcsolatok | |
| --- | --- | --- | --- | --- | --- | --- | --- |
| 0 | ∫ | Székesfehérvár, autóbusz-állomás végállomás                                                                 | ∫ | 26 | ∫ | 10, 11, 11A, 12, 12A, 12Y, 13, 13A, 13G, 13Y, 14, 14G, 15, 15Y, 26, 26A, 27, 36, 37, 38, 40, 41, 42, 43, 44 707, 717, 740, 747, 748, 749, 750, 751, 757, 758, 759, Helyközi buszok Távolsági járatok | |
| 1 | ∫ | Székesfehérvár, II. Rákóczi iskola                                                                          | ∫ | 25 | ∫ | 26, 26A, 26G, 27, 38 717, 8010, 8011, 8013 | |
| 2 | ∫ | Székesfehérvár, Vértanú utca                                                                                | ∫ | 24 | ∫ | 26, 26A, 26G, 27, 32, 38 717, 8010 | |
| 3 | ∫ | Székesfehérvár, VIDEOTON                                                                                    | ∫ | 23 | ∫ | 23, 23E, 26, 26A, 26G, 31, 31E, 32, M26 717, 8010, 8011, 8013, 8030, 8035 | |
| 4 | ∫ | Székesfehérvár, köztemető                                                                                   | ∫ | 22 | ∫ | 26, 31 717, 8010, 8013 | |
| 5 | ∫ | Székesfehérvár, Szeredi utca                                                                                | ∫ | 21 | ∫ | 26, 31 717, 8010, 8011, 8013 | |
| 6 | ∫ | Csala, bejárati út                                                                                          | ∫ | 20 | ∫ | 717, 8010, 8011, 8013 | |
| 7 | ∫ | Csala, alsó                                                                                                 | ∫ | 19 | ∫ | 717, 8010, 8013 | |
| 8 | ∫ | Székesfehérvár, Istvánmajor                                                                                 | ∫ | 18 | ∫ | 717, 8010, 8011, 8013 | |
| 9 | ∫ | Pátka, pátkai elágazás                                                                                      | ∫ | ** | ∫ | 717, 8010, 8013 | |
| ∫ | ∫ | Pátka, vasútállomás bejárati út                                                                             | ∫ | ** | ∫ | 8010 | |
| ∫ | ∫ | Pátka, orvosi rendelő                                                                                       | ∫ | ** | ∫ | 8010 | |
| ∫ | ∫ | Pátka, községháza                                                                                           | ∫ | ** | ∫ | 8010 | |
| ∫ | ∫ | Pátka, Kossuth utca 30.                                                                                     | ∫ | ** | ∫ | 8010 | |
| ∫ | ∫ | Pátka, községháza                                                                                           | ∫ | ** | ∫ | 8010 | |
| ∫ | ∫ | Pátka, orvosi rendelő                                                                                       | ∫ | ** | ∫ | 8010 | |
| ∫ | ∫ | Pátka, vasútállomás bejárati út                                                                             | ∫ | ** | ∫ | 8010 | |
| ∫ | ∫ | Pátka, pátkai elágazás                                                                                      | ∫ | 17 | ∫ | 717, 8010, 8013 | |
| 10 | ∫ | Pátka, Ásványbánya                                                                                          | ∫ | 16 | ∫ | 717, 8010, 8011, 8013 | |
| 11 | ∫ | Lovasberény, Lujzamajor                                                                                     | ∫ | 15 | ∫ | 717, 8010, 8011, 8013 | |
| 12 | ∫ | Lovasberény, kertészet                                                                                      | ∫ | 14 | ∫ | 717, 8010, 8013 | |
| 13 | ∫ | Lovasberény, Park tér                                                                                       | ∫ | 13 | ∫ | 717, 8010, 8011, 8013 | |
| 14 | ∫ | Lovasberény, Rákóczi utca                                                                                   | ∫ | 12 | ∫ | 717, 8010 | |
| 15 | ∫ | Lovasberény, verebi elágazás                                                                                | ∫ | 11 | ∫ | 717, 8010 | |
| 16 | ∫ | Vereb, vasúti megállóhely                                                                                   | ∫ | 10 | ∫ | | |
| 17 | 0 | Vereb, Szabadság tér vonalközi végállomás                                                                   | 9 | 9 | 24 | 748, 758 | |
| 18 | 1 | Vereb, Fő utca                                                                                              | 8 | 8 | 23 | 717, 748, 758 | |
| 19 | 2 | Pázmánd, Gesztenye fasor                                                                                    | 7 | 7 | 22 | 717, 748, 758 | |
| 20 | 3 | Pázmánd, posta                                                                                              | 6 | 6 | 21 | 717, 748, 758 | |
| 21 | 4 | Pázmánd, újtelep                                                                                            | 5 | 5 | 20 | 717, 748, 758 | |
| 22 | 5 | Pázmánd, szőlőhegy                                                                                          | 4 | 4 | 19 | 717, 748, 758 | |
| 23 | 6 | Pázmánd, Csekés, bejárati út                                                                                | 3 | 3 | 18 | 717, 748, 758 | |
| ∫ | * | Kápolnásnyék, posta                                                                                         | * | ∫ | ∫ | 717, 719, 748, 749, 758 | |
| ∫ | * | Kápolnásnyék, Gárdonyi úti iskola                                                                           | * | ∫ | ∫ | 719, 758 | |
| 24 | 7 | Kápolnásnyék, posta                                                                                         | 2 | 2 | 17 | 719, 748, 749, 758 | |
| 25 | 8 | Kápolnásnyék, Erzsébet utca                                                                                 | 1 | 1 | 16 | 719, 748, 749, 758 | |
| 26 | 9 | Kápolnásnyék, vasútállomás végállomás                                                                       | 0 | 0 | 15 | 748, 749, 758 S30 Z30 S34 S35 S36 G43 | |
| ∫ | ∫ | Kápolnásnyék, Erzsébet utca                                                                                 | ∫ | ∫ | 14 | 719, 748, 749, 758 | |
| ∫ | ∫ | Kápolnásnyék, posta                                                                                         | ∫ | ∫ | 13 | 717, 719, 748, 749, 758 | |
| ∫ | ∫ | Kápolnásnyék, Gárdonyi úti iskola                                                                           | ∫ | ∫ | 12 | 719, 758 | |
| ∫ | * | Kápolnásnyék, GOV                                                                                           | * | ∫ | ∫ | 719, 749, 759 | |
| ∫ | * | Kápolnásnyék, Pettend végállomás                                                                            | * | ∫ | ∫ | 719, 749, 759 | |
| ∫ | ∫ | Velence, vasúti aluljáró                                                                                    | ∫ | ∫ | 11 | 707, 716, 719, 747, 749, 750, 757, 758 | |
| ∫ | ∫ | Velence, Lidó                                                                                               | ∫ | ∫ | 10 | 707, 716, 719, 747, 750, 757, 758, 759 | |
| ∫ | ∫ | Velence, Liget iskola                                                                                       | ∫ | ∫ | 9 | 707, 716, 719, 747, 750, 757, 758, 759 | |
| ∫ | ∫ | Velence, Lidó                                                                                               | ∫ | ∫ | 8 | 707, 716, 719, 747, 750, 757, 758, 759 | |
| ∫ | ∫ | Velence, vasúti aluljáró                                                                                    | ∫ | ∫ | 7 | 707, 716, 719, 747, 749, 750, 757, 758 | |
| ∫ | ∫ | Velence, Szabolcsi út                                                                                       | ∫ | ∫ | 6 | 707, 750 | |
| ∫ | ∫ | Velence, kültelek                                                                                           | ∫ | ∫ | 5 | 750 | |
| ∫ | ∫ | Pusztaszabolcs, Kossuth Lajos utca                                                                          | ∫ | ∫ | 4 | 750 | |
| ∫ | ∫ | Pusztaszabolcs, Gimnázium                                                                                   | ∫ | ∫ | 3 | 750 | |
| ∫ | ∫ | Pusztaszabolcs, vasútállomás                                                                                | ∫ | ∫ | 2 | 750, 8234 S40 G40 Z40 S42 Z42 S440 | |
| ∫ | ∫ | Pusztaszabolcs, felsőcikolai elágazás                                                                       | ∫ | ∫ | 1 | 750, 8234 | |
| ∫ | ∫ | Pusztaszabolcs, templom végállomás                                                                          | ∫ | ∫ | 0 | 750, 8234 | |

A Vereb és Kápolnásnyék között közlekedő betétjáratok esetenként a *-gal jelölt megállókat is érintik.
A **-gal jelölt megállókat csak napi 1 járat érinti Székesfehérvár irányában.